# Animales asombrosos
Henry's Amazing Animals (más conocido como Amazing Animals y traducido al castellano como Animales asombrosos) es un programa de televisión educativo canadiense para niños sobre la naturaleza producido por Dorling Kindersley.
Originalmente transmitido por Disney Channel en 1997, posteriormente por Treehouse TV. En Latinoamérica era emitido por Discovery Kids durante los '90. En la actualidad está disponible en VHS.
El programa se centraba en torno a las interacciones de Henry el lagarto, un gecko verde con manchas moradas animado por CGI, y un narrador invisible. Cada episodio tenía una temática central, como por ejemplo Henry viajando a través de la prehistoria en una máquina del tiempo en un episodio sobre los animales prehistóricos. Henry por lo general se enfrenta a algún tipo de situación o tarea, siempre en relación con el tema del episodio, que se resuelve al final, aprendiendo una lección en el proceso.

## Episodios
Título original de los episodios y fecha de estreno.

### Primera temporada
1. Tropical Birds - 14 de enero de 1997
2. Animal Disguises - 21 de enero de 1997
3. Nighttime Animals - 28 de enero de 1997
4. Animal Appetites - 4 de febrero de 1997
5. Animal Survivors - 11 de febrero de 1997
6. Animal Senses - 18 de febrero de 1997
7. Animal Weapons - 25 de febrero de 1997
8. Animal Builders - 4 de marzo de 1997
9. Armored Animals - 11 de marzo de 1997
10. Mini Beasts - 18 de marzo de 1997
11. Animal Babies - 25 de marzo de 1997
12. Poisonous Animals - 1 de abril de 1997
13. Animal Journeys - 8 de abril de 1997

### Segunda temporada
1. Birds of Prey - 15 de abril de 1997
2. Desert Animals - 22 de abril de 1997
3. Scary Animals - 29 de abril de 1997
4. Animal Records - 6 de mayo de 1997
5. Animal Colors - 13 de mayo de 1997
6. Animal Mothers - 20 de mayo de 1997
7. Animal Pets - 27 de mayo de 1997
8. Seashore Animals - 3 de junio de 1997
9. Animal Families - 10 de junio de 1997
10. Endangered Animals - 17 de junio de 1997
11. Animal Year - 24 de junio de 1997
12. Prehistoric Animals - 1 de julio de 1997
13. Monkeys and Apes - 8 de julio de 1997

### Tercera temporada
1. Animal Hunters - 15 de julio de 1997
2. Animal Talk - 22 de julio de 1997
3. Slimy Animals - 29 de julio de 1997
4. Rainforest Animals - 5 de agosto de 1997
5. Animal Acrobats - 12 de agosto de 1997
6. Underwater Animals - 19 de agosto de 1997
7. Animal Neighbors - 26 de agosto de 1997
8. Giant Animals - 2 de septiembre de 1997
9. Creepy Crawly Animals - 9 de septiembre de 1997
10. Farm Animals - 16 de septiembre de 1997
11. Animal Changes - 23 de septiembre de 1997
12. Extinct Animals - 30 de septiembre de 1997
13. Animal Flight - 7 de octubre de 1997

### Cuarta temporada
1. Around the World animals - 14 de octubre de 1997
2. Polar Animals - 21 de octubre de 1997
3. Clever Animals - 28 de octubre de 1997
4. Underground Animals - 4 de noviembre de 1997
5. Animal Helpers - 11 de noviembre de 1997
6. Woodland Animals - 18 de noviembre de 1997
7. Mountain Animals - 25 de noviembre de 1997
8. Backyard Animals - 2 de diciembre de 1997
9. Tiny Animals - 9 de diciembre de 1997
10. Animal Partners - 16 de diciembre de 1997
11. Scaly Animals - 23 de diciembre de 1997
12. River Animals - 30 de diciembre de 1997
13. Animal Eggs - 7 de enero de 1998